# مدیریت فرایندی
طراحی سازمان برای مدت بسیار طولانی متکی بر بینش عملیاتی functional بوده‌است. رعایت سلسله مراتب سازمانی و تمرکز بر قدرت عمل وکنترل از بالا به پائین زیر بنای عمل این ساختار است. در حال حاضر مفاهیمی مثل کیفیت جامع ،TQM,TQCومهندسی مجدد (BPR) با تمرکز بر اجرای فرایندها به جای ساختار سازمانی، درروند تأثیرگذاری بر روی نگرش سنتی عملیاتی هستند. ولی به هر حال وقتی به نتایج حاصل ازاجرای مدیریت کیفیت وپروژه‌های مهندسی مجدد نگاه می‌کنیم کاملاً مشهود است که ایده اصلی در این روش‌ها نیز مبتنی بر نگرش سازمان به عنوان یک ساختار است تا یک مجموعه از فرایندها . تیم‌ها جای دپارتمان‌های عملیاتی را گرفته‌است، سطوح سازمانی حذف شده ولی در طراحی سازمان باز هم تأکید اصلی بر ساختارها است (نه فرایندها ). در این بررسی تلاش می‌شود به صورت اجمالی مدیریت فرایند و چگونگی پیاده‌سازی آن بیان شود.

## مدیریتفرایند وایجاد نگرش فرایند گرا
درغالب سازمان‌ها فرایندهای کسب وکار نامرئی وکمرنگ است. کارکنان معمولاً مدل‌های ذهنی، فرضیات قدیمی، تعمیم‌های کاری 
و درک خود از روش انجام کارها را، فرایند تعریف می‌کنند. با تعریف سازمان فرایند گرا با مفهوم مجموعه‌ای از فرایندهای ارزش افزا برای مشتری و درآمد زا برای صاحبان کار، لازم است با ایجاد ارتباط مناسب و بحث و تبادل نظر، این برداشت‌های فردی را به مدل و درک مشترکی از فرایندهای کاری تبدیل کرد . تکنیک‌های مختلفی ازجمله تکنیک نقشه شناختی Cognitive Mapping Technologyکه مبتنی بر نگاه از بالا به پائین است، شکل ارائه کار را می‌تواند باشد. این شکل اجازه به تصویر کشیدن، تحلیل ومقایسه مدل‌های ذهنی را می‌دهد. فرایند حصول به هم نظری و توسعه بر روی یک نقشه شناخت مشترک، یک فرایند مهم و مبتنی بر آموزش سازمانی و هم ترازی وتنظیم آموخته‌ها است. چارت سازمانی نیزیک سند شناخته شده برای شناخت مدل ذهنی وتقسیم اتوریته سازمان از دید صاحبان کار است. توسعه این اسناد یک رویکرد مؤثر بر ایجاد یک اجماع وهم نظری وتنظیم الویت‌های اجرائی استراتژی‌ها می‌تواند باشد.
اولین قدم در ایجاد کسب وکار فرایند گرا، ایجاد نگاه جدید به سازمان، با ذره بین فرایندها است. این چیزی است که می‌توان آن را " نگاه فرایندی" نامید. ایجاد یک بینش فرایندی مشترک باید شامل تمامی پرسنل سازمان شود. ونه فقط بر روی کاغذ بلکه در عمل صورت گیرد. عدم وجود این فرهنگ سریعترین راه شکست تغییر سازمان است.
متدهای مختلف زیادی می‌تواند برای ایجاد بینش مشترک بکار گرفته شود. اصولی که"بسته‌ای "(Principal of Modularity)نامیده می‌شوند. این مدل‌ها برای  مدیریت فرایند سیستم‌های پیچیده بکار می‌روندودرک خوبی برای ایجاد بینش فرایند گرا به ما می‌دهند . تجزیه یک سیستم به اجزاء، یا گروهبندی منطقی عناصر یک سیستم در زیر سیستم‌های کوچکتر، تعیین مرزهای هر زیر سیستم در کنار مشخص نمودن ارتباطات ضروری فی مابین زیر سیستم‌های تجزیه شده interconnection .
به عنوان مثال در یک سیستم تجزیه نشده( non-decomposable) با مرزهای مشخص، عمل موفق هر زیر سیستم قویا به عمل موفقیت‌آمیز زیر سیستم‌های دیگر بستگی دارد. و قبل از تولید خروجی هر زیر سیستم، عملیات فراوان بین سیستمی باید اتفاق بیفتد. در حالی که در یک سیستم تجزیه شده ((decomposable موفقیت عمل وابستگی کمتر و ارتباط بین سیستمی کمتری با بیرون از سیستم خود دارد(.شکل ۱) این مطلب را بهتر بیان می‌کند.
بنابراین پیشنهاد می‌شود که ازترسیم فرایندهای متمرکز بر بالاترین سطح ارتباط با مشتری شروع کرد و از آنجا به ترتیب به سطوح تجزیه شده زیرین رسید.(شکل ۲)
این کلید باز کردن راه تغییر بینش‌ها به نگاه فرایند گرا و مشتری محوری است. دو سازه اصلی BPO .
به همین ترتیب می‌توان فرایندهای جزئی تررا با استفاده از نمودارها و نقشه‌های شناخت ترسیم کرد.(شکل ۲) نمایش دهنده این کار است. در این نمودار ارتباط مشتری را با تک تک فرایندهای سازمان شفاف شده. و دید مشترک فرایندی وبهبود فرایندها، از منظر کاهش زمان وایجاد سهولت کاری برای مشتری شکل می‌گیرد.
سازماندهی، دسته‌بندی و تعیین مرزسیستم‌ها وزیر سیستم‌ها، گام خیلی مهم در حرکت BPO است. و ایجاد این نقشه شناخت قدم اساسی واولیه است. این سیستم‌های تجزیه شده، مطابق با اصول مودولاری Principal of Modularity بوده، و چهارچوب توسعه وتعریف موفقیت‌آمیز هر چه بیشتر فرایند جزئی تر را به وجود می‌آورد. همچنین فرایندهای سطوح بالارا به تفکیک صورت انواع فرایندها دسته‌بندی می‌کند. هر دسته از فرایندهای ویژگی‌های خاص خود را دارد. و به گون‌های خاص باید مدیریت شوند. در این مرحله لازم است اجزا فرایندها، انواع فرایندها وروش‌های استفاده از این نقشه‌ها نیز توضیح داده شود.
. فرایندهای اصلی Core Process، فعالیت‌های ارزش آفرینی است که برای مشتری سهولت و پشتیبانی می‌آفریند، و بنیان پایه‌ای کسب وکارها و ارزش‌ها ئی است که مشتری حاضر به پرداخت در قبال آن است. به عبارتی معامله یا واکنش مشتری ورودی است که فرایند با آن آغاز می‌شود. و این سیکل با ایجادمحصول مورد نیاز مشتری به پایان می‌رسد. از این منظر ارزیابی مبنتی بر این عمل، اساس اجرای فرایندهای کسب وکار باید باشد.
البته فرایندهائی که به‌طور مستقیم در رودرروئی با مشتری نتیجه بخش نیست هنوز اهمیت خاصی برای کسب وکار دارد . مثل توسعه وتحقیق بر روی محصول یا فعالیت‌های پشتیبانی. این‌ها باید در پائین نقشه‌های شناخت حتماً آورده شود. چون برای مشتری در کمی دورتر اهمیت دارد.
در گام بعدی با استفاده از نقشه( شکل ۲) باید "صاحب "هر فرایند را تعریف کرد. به عبارتی هر فرایند سطح بالا باید یک متولی داشته باشد که مسئول ایجاد سطح بعدی کار است. اوبایداختیارات لازم را دارا باشد. سپس ساختن مشاغل فرایند گرا و تیم‌های چند تخصصی اتفاق می‌افتد.
در نهایت این نقشه مانند پروفایل هویتی شرکت در بازار کار ونزد مشتری عمل خواهد کرد. قدم بعدی در ایجاد نگاه فرایندی ایجاد نقشه فرایندهای جزئی تر با تیم‌های چند تخصصی است. و بایداینکار را تا آنجا در سازمان ادامه داد که هر فرد سازمان فرایندها، محدوده آن و وابستگی بین آن‌ها را درک کند وقبول داشته باشد. این مهم است که بیاد داشته باشیم مستندات محصول مورد انتظار این فرایند نیست. بلکه فقط یک نقشه شناخت برای درک وپذیرش فرایندها برای کل سازمان است.

## سیستم‌هایمدیریتفرایندهای کاری
همزمان با رشد تفکر فرایندگرا و BPR شدن سازمان‌ها، ابزارهای نرمافزاری گوناگونی برای کمک به سازمان‌ها و مکانیزاسیون فرایندهای کاری به بازار عرضه شد. هدف اصلی این ابزارها فراهم آوردن بستر سیستمی برای ایجاد چرخهٔ BPM در سازمان است که شامل مراحل زیر می‌شود: 

1.شناخت طراحی فرایندها

2. مدل‌سازی و ایجاد فرایندها

3. استقرار و اجرای فرایندها

4. مانیتور کردن فرایندها

5. بهبود و بهینه‌سازی فرایندها

تعبیهٔ ابزارهایی برای پیاده‌سازی هر یک از این پنج مرحله جزء تفکیک ناپذیر تمامی سیستم‌های مدیریت فرایندهای کاریست. برای پشتیبانی از این مراحل، یک سیستم مدیریت فرایندهای کاری باید حداقل شامل ماژول‌های زیر باشد.

- ماژول طراحی گرافیکی فرم و فرایند
- ماژول مدیریت قوانین
- ماژول مدیریت هشدارها
- ماژول مدیریت رویدادها
- ماژول تست
- ماژول مانیتورینگ (BAM)

## نتیجه
باید گفت شرط مقدم مدیریت فرایندها، ایجاد بینش فرایندی در کل سازمان است و این وقت و هزینه زیادی می‌گیرد. ولی هیچ راه میانبر دیگری وجود ندارد. سازمانی بدون بینش فرایندی مشترک، مثل ساختن خانه‌ای بدون پی خوب است. به نوبه خود شرط مقدم ایجاد یک بینش مشترک و مستحکم، حمایت، هدایت و همکاری کلیه سطوح مدیریتی سازمان است. که خود را در استراتژی تغییر کسب وکار منطبق بر ایده تأمین هر چه بیشتر و بهتر نیازهای شناخته شده و ناشناس مشتری در کوتاه‌ترین زمان و باکمترین هزینه ممکن از یک سو و انجام فرایندهای ارزش افزا و در امد زا از سوی دیگر باید نشان دهد.